# Carbon-Blanc
Carbon-Blanc is een gemeente in het Franse departement Gironde (regio Nouvelle-Aquitaine). De plaats maakt deel uit van het samenwerkingsverband Bordeaux Métropole en het arrondissement Bordeaux. Carbon-Blanc telde op 1 januari 2022 8.342 inwoners.

## Geografie
De oppervlakte van Carbon-Blanc bedroeg op 1 januari 2022 3,86 vierkante kilometer; de bevolkingsdichtheid was toen 2.161,1 inwoners per km².

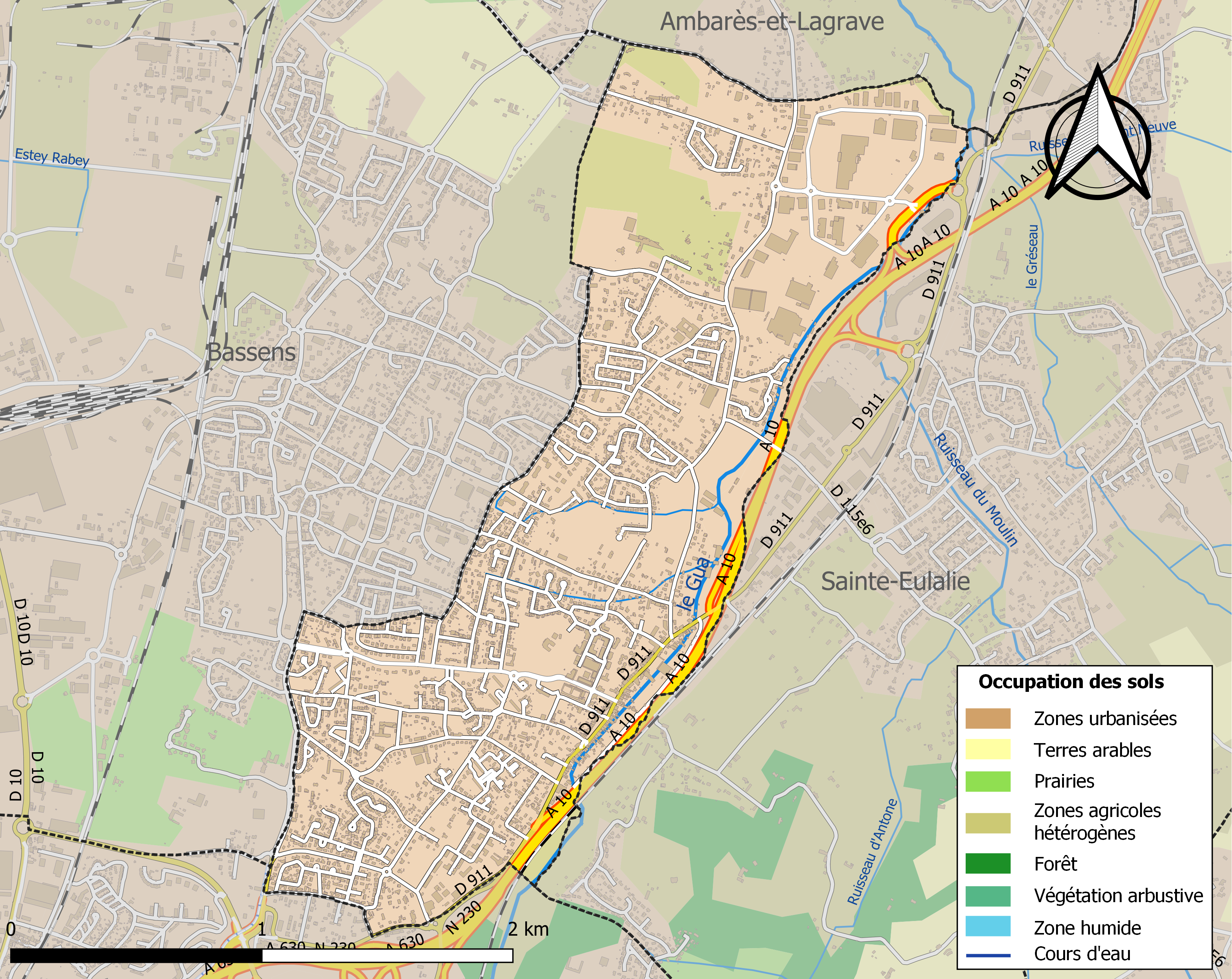
Kaart van de gemeente met belangrijkste infrastructuur, bodemgebruik en omliggende gemeenten

## Verkeer
De spoorweghalte Sainte-Eulalie - Carbon-Blanc ligt op het grondgebied van de aanpalende gemeente Sainte-Eulalie.

## Demografie
Onderstaande figuur toont het verloop van het inwonertal (bron: INSEE-tellingen).